# Jolanda Kalt
Jolanda Kalt, née le 11 novembre 1962 à Buttwil, est une coureuse cycliste suisse.

## Palmarès sur route
- 1979
  - Tour de Berne
- 1980
  - Journees Internationales de Dompaire
  - GP Winterthur
- 1981
  - GP Apertura
- 1982
  - 2e du championnat de Suisse sur route
- 1983
  - Rund Um die Rigi
  - 3e du championnat de Suisse sur route
- 1984
  - GP Kanton Aargau
  - 3e du championnat de Suisse sur route